# Агнес Шеберг
Агнес Гільдеґард Шеберґ (фін. Agnes Hildegard Sjöberg, 15 листопада 1888 — 21 серпня 1964) — фінська лікарка ветеринарної медицини, автобіографістка. Перша у Європі жінка, яка захистила докторську дисертацію у галузі ветеринарії та піонерка в галузі своєї країни, що здолала значний спротив, здобуваючи освіту і практикуючи в переважно чоловічій на той час професії. Опублікувала близько 20 наукових статей та автобіографію[⇨].
Виросла у Вазаській губернії у багатій родині поміщика, з дитинства займалася різними сільськогосподарськими роботами на фермі, цікавилася тваринами[⇨]. Вищу освіту здобула у Німеччині, у 1918 році захистила у Лейпцигу докторську дисертацію з ветеринарної офтальмології[⇨]. Повернувшись на батьківщину, працювала муніципальною ветеринаркою. Займалася науковими дослідженнями у галузі ветеринарної паразитології в Австрії, потім знову повернулася до Фінляндії; вела приватну практику у Сейняйокі[⇨]. Під час навчання у Німеччині відчувала упереджене ставлення і з боку викладачів, і з боку студентів; пізніше, на батьківщині, зіткнулася з небажанням інших ветеринарів визнавати у жінці фахівця, при цьому порозумітися з пацієнтами виявилося легше, ніж з колегами.
Вулиця, на якій розташований факультет ветеринарної медицини Гельсінського університету, у 2001 році названа її ім'ям[⇨].

## Біографія

### Дитинство
Агнес Шеберґ народилася 15 листопада на північному заході Великого князівства Фінляндського у маєтку Ала-Кнууттіла (Ala-Knuuttila) у громаді Каугайокі Вазаської губернії у сім'ї поміщика Югана Бернгарда Шеберга та його дружини Карін Норргорд, була четвертою дитиною у сім'ї.
Її дитинство пройшло у багатому сільському будинку. Батько був власником ділянки землі площею кілька сотень гектарів, на якій розташовувалися поля, стайня, корівник і свинарник, а також головна будівля. Діти залучалися майже до всіх справ маєтку, беручи участь і у сільськогосподарських роботах, і у справах на олійниці та кухні. Освіту вони здобували, займаючись з домашнім вчителем.
Мати вважала Агнес дивною дитиною — не такою, якою має бути «хороша дівчинка»: ходити з батьком на ферму вона напросилася вже з 4 років, набагато раніше, ніж її брати та сестри. Вона захоплювалася верховою їздою, а працювати найбільше любила у корівнику. У головній будівлі маєтку у 1890-х була організована школа тваринництва, де мала Агнес проводила багато часу, разом зі студентами слухаючи лекції та відвідуючи практичні заняття. Відомо, що вже у 10 років вона ходила на заняття анатомії та вивчала внутрішні органи вбитих телят. Пізніше Шеберг згадувала, що якось запитала викладача, чи може жінка стати ветеринаром, той відповів, що це неможливо, після чого вона довго плакала.

### Освіта
Формальну освіту Шеберг почала здобувати у 1900 році у місті Вааса у шведськомовній школі для дівчаток. Закінчивши за 5 років школу, вона збиралася продовжувати вчитися, проте батько їй у цьому відмовив. На його думку, щоб дбати про чоловіка та сім'ю, освіта їй не знадобиться. Деякий час Шеберг відвідувала школу домоводства, а потім ще протягом 3 років займалася домашнім господарством — і тільки після цього батько найняв студента для занять з Агнес і її молодшою сестрою. Іспит на атестат зрілості, який дозволяв їй вступити до вищого навчального закладу, вона склала як приватна студентка у 1911 році у шведськомовній школі спільного навчання у Куопіо, після чого деякий час практикувалася у Порі під керівництвом місцевого ветеринара. Той пізніше згадував, що взяв собі у помічники дівчину виключно заради жарту, проте досить швидко був настільки вражений її вміннями та ставленням до справи, що відправив до Цюриха листа своєму знайомому з проханням написати для неї рекомендацію для вступу до місцевого університету.
Незабаром Шеберг за фінансової підтримки батьків поїхала до Цюриха (у Фінляндії перший ветеринарний вищий навчальний заклад відкрився лише у 1945 році). Її зарахували до студентів, проте через 2 дні вона отримала свої документи назад: з'ясувалося, що у неї російське підданство, а у 1911 році влада Швейцарії, намагаючись зупинити поширення у країні революційних ідей, заборонила прийом студентів з Російської імперії (включно і студентів з Фінляндії). Один із професорів порадив їй вирушити до Німеччини, у вищу ветеринарну школу Дрездена. У цьому закладі жінок-студенток ніколи раніше не було — і керівництво тиждень перебувало у роздумах щодо Шеберг, проте врешті її зарахували «як експеримент; ректор сказав, що, як йому здається, жінка-ветеринар добре підходить для лікування дрібних свійських тварин. Шеберг була єдиною студенткою на 300 студентів — і у своєму навчанні зіткнулася з упередженим ставленням і навіть прямою протидією як викладачів, так і студентів, особливо її доймали земляки з Фінляндії. Так, одного разу однокурсники-фіни намагалися видалити Шеберг із лекції про репродуктивну систему тварин.
Щоб позбутися співвітчизників, вона, провчившись рік у Дрездені, переїхала до Берліна та почала навчатися у ветеринарній вищій школі при Берлінському університеті (зараз — Берлінський університет імені Гумбольдта). Професори визнавали її талант і хвалили за наукове мислення. Тут у 1914 році Шеберг з відзнакою склала іспити на здобуття бакалаврського ступеня, і з літа почала працювати в університетській ветеринарній клініці, яку очолював відомий професор Ріхард Еберлейн. Вона займалася переважно доглядом за кіньми, одночасно проводячи наукові дослідження. Коли почалася війна, у Шеберг виникли великі складнощі для того, щоб залишитися у Німеччині: був період, коли їй як російській підданій доводилося по 2 рази на день ходити відзначатися з паспортом, пізніше за клопотанням ректора вона була звільнена від цього, проте все одно перебувала під наглядом влади. У цей період з фронту почали надходити у великій кількості трофейні коні з Росії, багато з них були хворі на сап — і Шеберг 2 роки займалася дослідженням цієї хвороби. Завершивши роботу над рукописом, вона віддала його на прочитання професору Френеру — і через деякий час виявила, що той опублікував цю роботу у ветеринарному журналі під своїм ім'ям. Шеберг пішла скаржитися до ректора університету, той визнав факт крадіжки, проте заявив, що нічого не може зробити, а вона має бути задоволена вже тим, що під час війни навчається у Німеччині, хоча є підданою ворожої держави.
У 1915 році Шеберг отримала ветеринарський сертифікат, у 1916 році закінчила навчання у вищій ветеринарній школі, здобувши ступінь ліценціату (проміжний між бакалаврським і докторським). У 1916—1917 роках вона працювала асистенткою у ветеринарній клініці для дрібних тварин. Ці роки, як вона згадувала, були найскладнішими, оскільки не вистачало їжі, все було за картками, а у суспільстві посилилися антиросійські (і антифінські) настрої. Шеберг переїхала до Дрездена, де продовжила роботу над своєю докторською дисертацією. Захистилася німецькою (праця присвячувалась методам дослідження очної секреції у коней) 27 липня 1918 року у Лейпцизькому університеті. Агнес Шеберг стала першою у Європі (а за деякими відомостями — першою у світі) жінкою, яка захистила докторську дисертацію у галузі ветеринарії.
Всі роки, поки Шеберг жила у Німеччині, їй ледве вдавалося зводити кінці з кінцями, а часом, особливо під час війни, доводилося голодувати, при цьому з літа 1914 до літа 1918 року вона не мала жодного зв'язку з рідними.

### Робота
Восени 1918 року Шеберг повернулася додому в Каухайокі. Вона змогла отримати посаду муніципальної ветеринарки в Сомеро (Варсінайс-Суомі). З початку роботи в неї виникли численні проблеми, пов'язані з ворожим ставленням до неї місцевих ветеринарів, які не бажали визнавати в жінці такого ж фахівця, як вони самі; у місцевій ветеринарній асоціації їй відмовили через її стать у праві голосу. Разом з тим, проблем з роботою через її безперечні професійні навички не виникало, тим більше, що з літа 1920 року у неї з'явилася можливість надавати ветеринарну допомогу набагато оперативніше, ніж у більшості інших фахівців: вона почала виїжджати на виклики на власному автомобілі — а в той час на всю Фінляндію автомобілів було лише близько 200. У 1920 році Шеберг почала працювати в Нерпесі (Остроботнія), поряд з рідним Каухайокі, на тій же посаді муніципального ветеринара. Тут Шеберг знову зіткнулася з упередженим та підозрілим ставленням власників тварин. Яке вона досить швидко подолала, провівши в 1921 штучне запліднення коней — процедуру, яка місцевим ветеринарам була невідома.

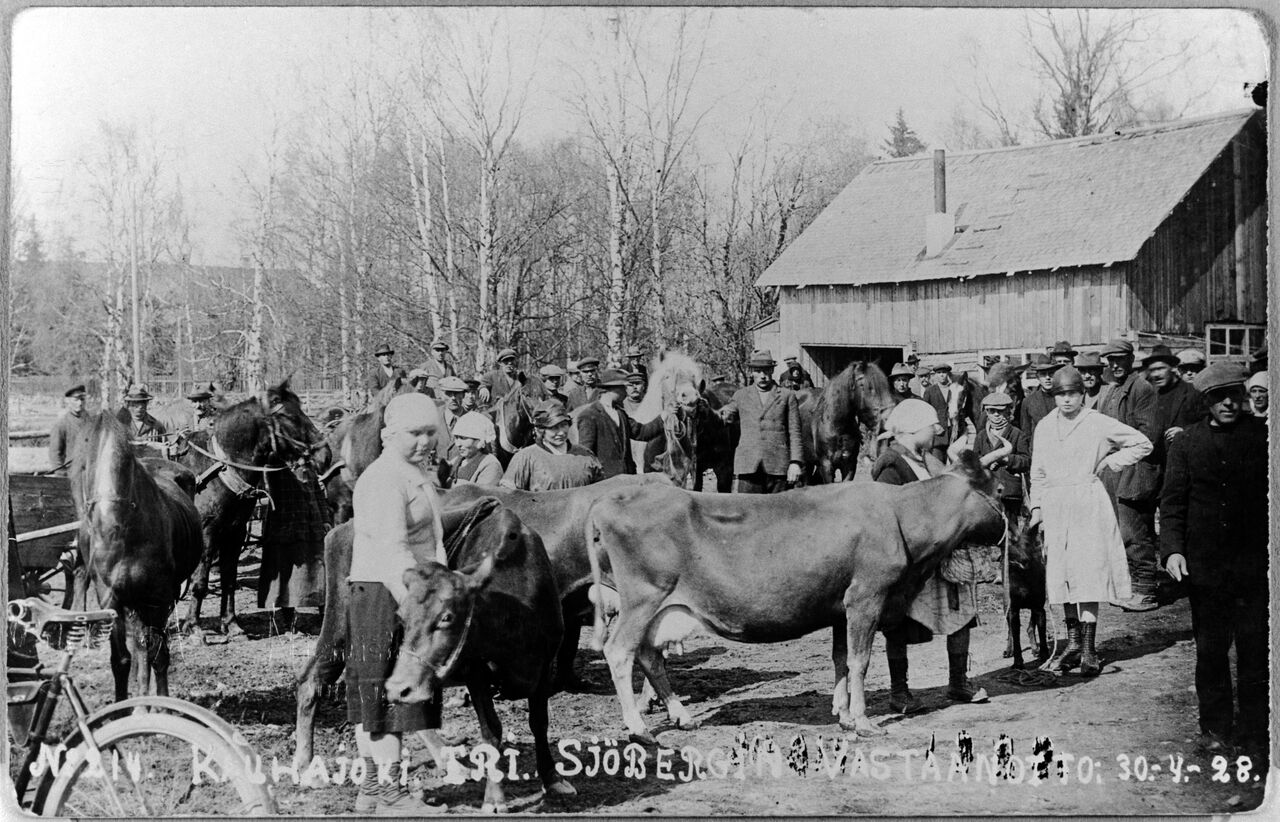
Каугайокі, прийом у Шеберг.
30 квітня 1928 року

Шеберг хотіла більшого, тому у 1923 році пішла зі служби та поїхала у навчальну поїздку до Англії, а потім у США (зокрема у Корнелльський університет). Повернувшись, Шеберг подала заявку на здобуття стипендії у Ганноверському університеті й, отримавши позитивну відповідь, у квітні 1924 року поїхала до Німеччини; через кілька місяців вона переїхала до Відня, де протягом півтора року займалася дослідженнями у галузі ветеринарної паразитології. Результатом її роботи стала публікація про нематоди у травному тракті великої рогатої худоби; вона, зокрема, описала новий вид паразитичних нематод Ostertagia lyrata (який у деяких сучасних джерелах називають Sjöbergia lyrata, виділяючи цей вид на особливий рід Sjöbergia, названий на її честь).
Наприкінці 1926 року Шеберг повернулася до рідної Каугайокі, плануючи створити велику сільськогосподарську ветеринарну клініку, проте це виявилося непросто. Її робота викликала у Європі великий інтерес, проте у Фінляндії на її дослідження ніхто не звернув уваги. У 1928 році вона вступила в шлюб, наступного року народила близнят, при цьому продовжуючи працювати ветеринаром — спочатку у Каугайокі, а з 1932 року — у Курікка. У 1935 році вона посіла посаду інспекторки з контролю за якістю м'яса в Ілмайокі.
З 1938 до 1955 рік мала власну ветеринарну практику в Сейняйокі. При цьому її колеги-ветеринари піддавали Шеберг нападкам, через які їй навіть довелося піти з ветеринарної асоціації. У 1955 році Шеберг продала практику, проте майже до кінця життя продовжувала проводити консультації.

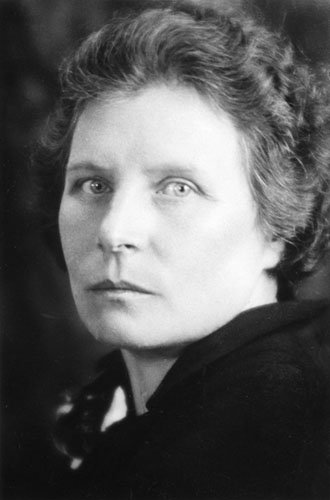
Агнес Шеберг у 1930-х або 1940-х роках

Як сказано у біографії Агнес Шеберг, опублікованій у 2001 році Товариством фінської літератури, її життя показує, як повільно йде процес у галузі гендерної рівності та якою сильною та наполегливою має бути жінка, наскільки великим має бути її талант, щоб професійно працювати у галузі, де традиційно працювали чоловіки. Друга громадянка Фінляндії (Айрі Яаскеляйнен) стала доктором ветеринарії лише через 10 років після Шеберг, а перша жінка, яка стала професором ветеринарії (Тертту Катіла), з'явилася у Фінляндії тільки у 1985 році.

## Сім'я
У 1928 році Шеберг одружилася з агрономом Вейкко Клааву (Veikko Klaavu). У 1929 році народила двох синів, Вейкко та Сеппо. У 1935 році розлучилася, при цьому повернула собі дошлюбне прізвище; діти після розлучення залишилися із нею.

## Пам'ять
У Гельсінкі на честь Агнес Шеберг у 2001 році була названа вулиця Agnes Sjöbergin katu (за адресою Agnes Sjöbergin Katu 2 розташований факультет ветеринарної медицини Гельсінського університету). Ще одна вулиця, названа на її честь, знаходиться у Каугайокі — Sööpärintie (її прізвище у цій назві записано на фінський манер). Там же, у Каугайокі, з 1955 року у місцевому музеї діє експозиція, присвячена Шеберг.
3 квітня 2018 року у Гельсінському університеті відкрилася виставка, присвячена Агнес Шеберг і Вальтеру Ерстрему, двом піонерам фінської ветеринарії.